# Noxubee County
Noxubee County is een county in de Amerikaanse staat Mississippi.
De county heeft een landoppervlakte van 1.799 km² en telt 12.548 inwoners (volkstelling 2000). De hoofdplaats is Macon.

## Bevolkingsontwikkeling

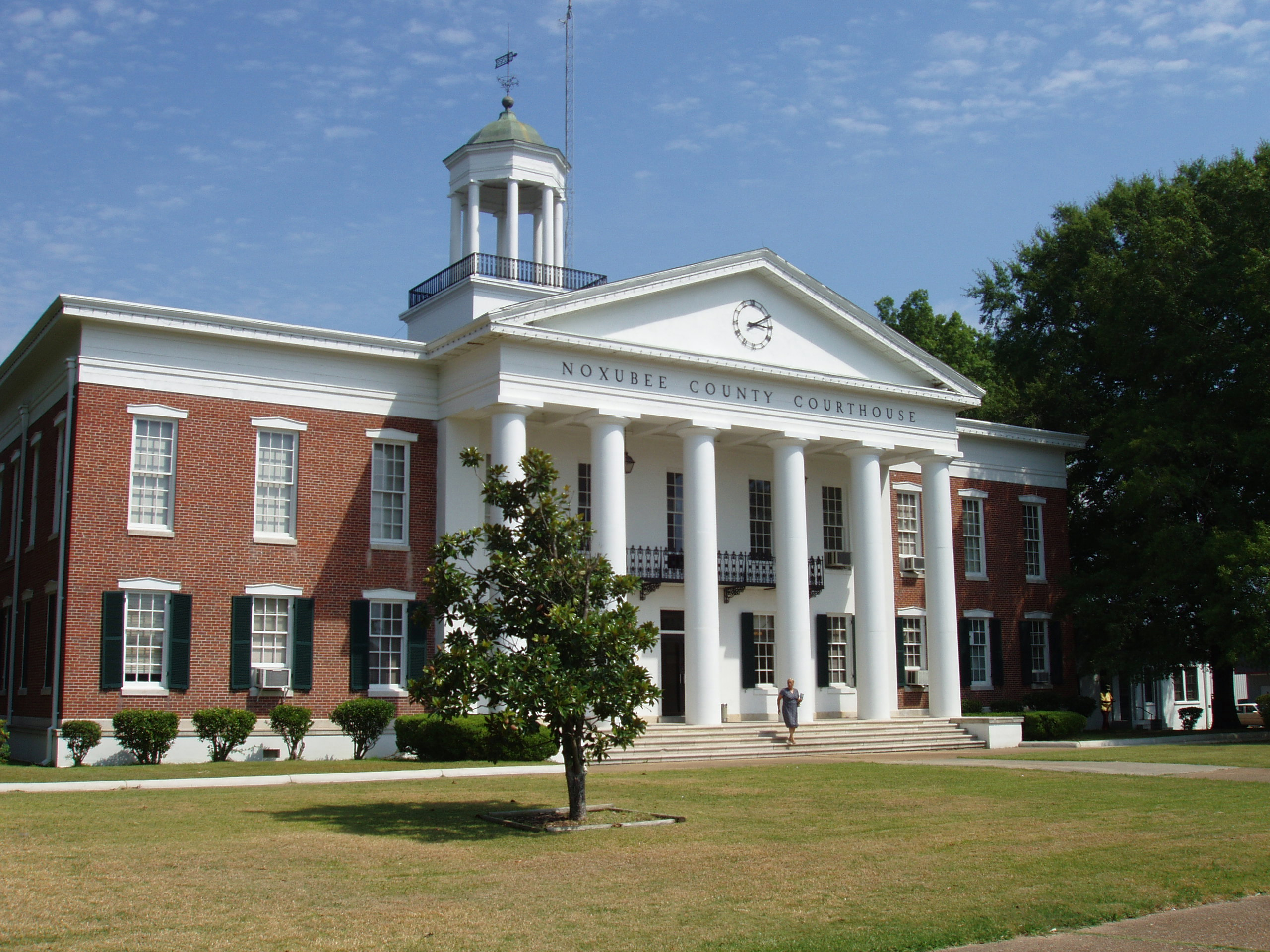
Noxubee County Courthouse